# Frederick Octavius Pickard-Cambridge

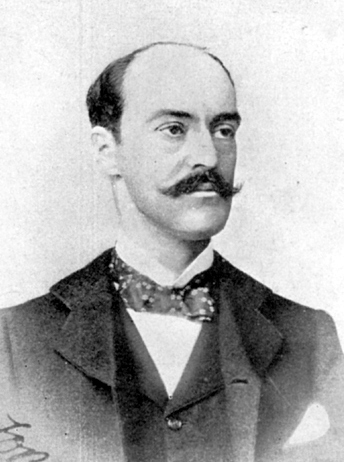
Foto de Frederick Octavius Pickard-Cambridge.

Frederick Octavius Pickard-Cambridge (Warmwell, Dorset, 3 de Novembro, 1860 — 9 de fevereiro de 1905) foi um aracnólogo inglês.
Seu tio, Octavius Pickard-Cambridge (1828 - 1917) também foi um aracnólogo. Os dois são freqüentemente confundidos.